# It Ain't Like in the Movies At All
Šesti studijski album grupe Azra. Izašao je 1986. godine a objavila ga je sarajevska izdavačka kuća Diskoton. Ujedno ovo je i jedini album grupe Azra koji nije objavila njihova tada matična izdavačka kuća Jugoton iz Zagreba. Za produkciju albuma bio je zadužen Theodor Barbarian.

Dok su mu kod kuće pisali recenzije o starim poetskim domašajima, Štulić je u Nizozemskoj pokušao ostvariti nove, pjevajući na engleskom. Marljivo je pisao nove pjesme i stare prevodio na engleski, radi planiranog proboja na zapadno diskografsko tržište. U Nizozemskoj su mu se napokon dogodile i neke važne stvari u privatnom životu. Iz prvog duljeg boravka 1984. potječe Štulićevo poznanstvo s Josephinom Frudmajer, ženom s kojom će se vjenčati sredinom 80-ih. Tajnica gradskog liječnika zadužena za socijalno osiguranje pacijenata koja, kako je Štulić poslije znao govoriti, "zarađuje dovoljno za oboje", bila je žena s kojom će ostati najdulje u vezi i uskoro ući u brak, a njena kuća u gradiću Houten pokraj Utrechta postat će njegova stalna adresa.

Trostruki album It Ain't Like in the Movies At All snimljen je uz pomoć novog basista Stephena Kippa. S obzirom na to da proboj na nizozemsko tržište nije uspio, Štulić se okreće starom. Zbog svađe s Jugotonom album objavljuje sarajevski Diskoton, a Jugoton će tek 1990. objaviti ovaj album na dvostrukom CD-u i s nešto izmijenjenim redosljedom pjesama. Pored prepjevanih Azrinih pjesama koje su već bile objavljivane na ranijim albumima, svoje mjesto ovdje su našle i obrade, kako tradicionala, tako i autora kao što je Chip Taylor ("Wild Thing") (pjesma koju je izvodila grupa The Troggs) i Otis Reddinga ("(Sittin' on) The Dock Of The Bay"), ili grupa poput The Kinks ("Too Much On My Mind") i The Rokes ("Piangi Con Me"). Interesantno je da će se i na koncertnom albumu Zadovoljština (1988.) naći još po jedna obrada od The Kinks ("Where Have All The Good Times Gone"), kao i od grupe The Rokes ("Che Colpa Abbiamo Noi").

Popis pjesama:
Ploča 1.
1. The Balkans (5:28)
2. Silence (2:25)
3. Pretty Woman Passing Through Town (2:23)
4. Recovering From A Coma (2:23)
5. Deep Inside You (4:42)
6. Flowers Standing In The Window (4:42)
7. The Flash (5:00)
8. Vondel Park (1:45)
9. 2:30 (2:41)
10. Running In The Dark (3:32)

Ploča 2.
1. Your Majesty (2:45)
2. The Strummer (2:05)
3. Don't Shoot At The Lady (2:13)
4. Your Spirit's Gone (1:51)
5. Pete...That's Amerika (3:10)
6. That Happens Sometimes (2:07)
7. Bancrupt Mama (2:00)
8. It Ain't Like In The Movies At All (3:06)
9. The Kings Of Four (2:28)
10. Straight To The Bottom (3:14)
11. High Above The Trains (2:00)
12. If A Stranger Calls You (2:46)
13. Joy (1:44)
14. It Could Be Worse (1:58)
15. Lyrics (0:17)
16. So What (2:58)

Ploča 3.
1. I'll Have To Cut My Way To Your Heart (1:50)
2. The Dock Of The Bay (3:29)
3. When The Stuff's Going Badly (2:04)
4. The Blockade Of Leshochky Monastery (2:35)
5. If I Were A Barbarian (2:09)
6. Wild Thing (1:12)
7. Piangi Con Me (1:45)
8. Right Now (1:57)
9. The Shine Of Her Hair (3:14)
10. They're Everywhere You Go (2:12)
11. Rainy Grey Day In Holland (2:24)
12. Alone (3:22)
13. Gracia (3:09)
14. There's Too Much On My Mind (2:07)
15. The Mummies Were Playing Tricks (2:16)